# Pabellones lejanos
Pabellones lejanos (título original en inglés, The Far Pavilions) (1978) es una novela de la autora británica M. M. Kaye, que narra la historia de un oficial inglés en el Raj británico.
Hay muchos paralelismos entre esta novela y Kim de Rudyard Kipling que se publicó en 1900: la ambientación, el joven chico inglés criado como un nativo por una madre adoptiva india, "el Gran Juego" entre el Imperio británico y la Rusia imperial. La novela, firmemente anclada en la épica romántica del siglo XIX, ha sido alabada como una obra maestra de cómo contar una historia. Se basa, en parte, en los escritos biográficos del abuelo de la autora, así como su conocimiento de la India, con las experiencias de su infancia. Ha vendido millones de copias, provocado que agencias de viajes creen viajes que visitas las localidades del libro, e inspiró una adaptación televisiva (miniserie) en los años ochenta y un musical.

## Sinopsis
Ashton Pelham-Martyn (Ash) es hijo de un botánico británico que viaja por la India, quien nace en el camino poco antes de la rebelión de 1857. Su madre muere de fiebre puerperal poco después de dar a luz y su padre, de cólera unos años después. Lo confían a su ayah (niñera) hindú Sita para que lo lleve a sus parientes ingleses en la ciudad de Mardan. Después de descubrir que todos los feringhis ingleses han sido asesinados durante el alzamiento, Sita adopta al moreno Ash y se lo lleva en busca de la seguridad.
Con el tiempo, se refugian en el reino de Gulkote donde Ashton, que ahora usa el nombre de Ashok, olvida su linaje inglés y crece como un indio nativo. Mientras trabaja de criado para Lalji, el joven yuveraj (príncipe heredero al trono) de Gulkote, Ashton se hace amigo de la princesa Anjuli, a quien nadie hace caso, además del maestro de los establos, Koda Dad, y su hijo Zarin. A los 11 años de edad, Ashton descubre una conspiración de asesinato contra Lalji y que él mismo puede ser víctima por interferir en la trama. Promete a Anjuli que algún día volverá a por ella, y huye del palacio junto con Sita, con la ayuda de los amigos que los dos tienen dentro del palacio, y se marchan de Gulkote. La enferma Sita muere en camino, pero no antes de revelar a Ash quién es su verdadera familia, y le confía las cartas y el dinero que su padre le entregó antes de morir.
Ashok logra alcanzar el destacamento militar que Sita le indicó, y lo reconocen ahora se le conoce con su nombre inglés, Ashton y le entregan a las autoridades inglesas para enviarlo a Inglaterra para una educación formal y entrenamiento militar. A los 19 años, Ashton regresaq a la India como un oficial en el Cuerpo de Guías con Zarin en la frontera septentrional. Pronto descubre que es difícil encontrar su lugar, dividido entre su recién adquirido estatus como Ashton, un "sahib" inglés, y Ashok, el niño indio nativo que él creyó ser alguna vez.
Después de marcharse sin permiso en Afganistán (para restaurar el honor de sus soldados, castigados por perder armas a manos de bandidos de la frontera) Ash es suspendido del Cuerpo de Guías y enviado a escoltar a un grupo nupcial a través de la India. De hecho, es una partida del anterior reino de Gulkote, hoy conocido como Karidkote después de haberse fusionado con un principado vecino, y Anjuli y su hermana Shushila son las princesas que se van a casar. También en el séquito nupcial está el hermano menor de Anjuli, el príncipe Jhoti. Después de revelarle a Anjuli que él es, en realidad, Ashok, Ash se enamora de ella, pero es incapaz de actuar en consecuencia, pues ella no solo está prometida con otro hombre, sino que además pertenece a lo que ahora es una cultura extranjera, más allá de un abismo que no pueden cruzar. En los meses que siguen, Ash frustra un intento de asesinato de Jhoti, y se desespera cada vez más por su amor por Anjuli, aparentemente no correspondido. Cuando una tormenta de polvo los envuelve, Anjuli revela su amor por Ash, pero rechaza sus peticiones de huir juntos por deber hacia su hermana como conovia en un matrimonio arreglado. Ash se ve obligado a ver cómo Anjuli se casa con el rijoso rana de Bhithor y regresa a sus deberes en el ejército.
Dos años más tarde, Ash recibe noticias preocupantes de que el rana de Bhithor está muriendo, y que se espera que sus esposas se inmolen en el ritual hindú del satí. Ash se apresura a ir a Bhithor, junto con sus amigos, y logran rescatar a Anjuli y llevarla hasta un lugar donde se encuentre a salvo, pero esto solo se logra al precio de la muerte de los compañeros de Ash y de su amado caballo. Insiste en casarse con Anjuli, a pesar de la insistencia del resto de miembros de su grupo de amistades, incluida la propia Anjuli, de que no solo no es necesario, sino que va contra normas religiosas.
En este punto, el centro de atención del libro pasa de la relación entre Ash y Anjuli a la lucha política entre el Reino Unido y Rusia en las regiones al norte de lo que por entonces eran las fronteras de la India. Los británicos desean anexionarse Afganistán, y el ejército envía a Ash al país como espía para obtener información fidedigna que ayude al Reino Unido a establecer una misión permanente en la zona. Lo que sigue es un relato de la primera fase de la segunda guerra anglo-afgana, que culmina con la revuelta de septiembre de 1879 que mató al enviado británico a Kabul. Esta parte de la historia se cuenta, sobre todo, desde la perspectiva del mejor amigo de Ash, Walter "Wally" Hamilton.
Después del alzamiento en Kabul, Ash y Anjuli se marchan en busca de un valle paradisiaco en el Himalaya, los "Pabellones lejanos" con los que soñaron de niños, que estuviera libre de los prejuicios, y donde pudieran vivir en paz el resto de sus vidas.

## Personajes dePabellones lejanos
- Ashton Hillary Akbar (Ashok) Pelham-Martyn
- Anjuli-Bai
- Koda Dad Khan
- Biju Ram
- Shushila-Bai
- Belinda Harlowe
- Kaka-ji Rao
- Walter Hamilton
- Zarin Khan
- Sita
- Lalji
- Capitán Stiggins
- Jhoti
- Cavagnari
- Wigram Battye

## Adaptaciones al cine, la televisión y el teatro
Para la HBO y Goldcrest, y transmitida por vez primera en 1984 en el Reino Unido, Peter Duffell dirigió una miniserie de televisión de cinco horas, dividida en tres partes, basada en la novela, con Ben Cross de protagonista como Ashton, Amy Irving como Anjuli, Omar Sharif como Koda Dad y Christopher Lee como Kaka-ji Rao. Fue la primera miniserie de la HBO. La miniserie tenía una duración de 300 minutos, y las partes se titularon "Regreso a la India", "El viaje a Bhithor", y "Wally y Anjuli". (El DVD actual divide cada una de estas tres partes en dos, creando 6 partes de alrededor de 50 minutos cada una de ellas, le añade sección de créditos en los cortes nuevos de cada parte, y además eliminó los nombres originales de las partes). Aunque convencional en su forma de narrar y en la fotografía, la miniserie tuvo amplio valor de producción (con un presupuesto de 12 millones de dólares, fue la película más cara hecha para la televisión por cable en aquel momento) y es fiel al libro, aunque resume la parte de la juventud de Ashton antes de su regreso a la India, y cambia de lugar la rebelión afgana y el rescate de Ash de Anjuli. Carl Davis compuso la partitura, que es un artículo de coleccionista muy buscado. Gran parte de la película se filmó en el interior del Palacio de Samode.[cita requerida]
Una adaptación en forma de musical de Pabellones lejanos, producida por Michael E. Ward, con música compuesta por Philip Henderson, se estrenó en el Teatro Shaftesbury en el West End londinense el 14 de abril de 2005 después de dos semanas de preestrenos. A pesar de que estaba previsto que se representara hasta el 14 de enero de 2006, cerró el 17 de septiembre de 2005. Tuvo críticas diversas, pero se atribuyó al descenso en la venta de entradas tras los atentados de Londres. Con un presupuesto de 7 millones de libras, entre el elenco musical estaban Hadley Fraser como Ashton, Gayatri Iyer como Anjuli, Kulvinder Ghir como el Rana de Bhithor y Kabir Bedi como Kahn Sahib.
Pabellones lejanos fue adaptada como drama para la radio en la Radio Four de la BBC. Se retransmitió en veinte episodios de 15 minutos cada uno de ellos entre el 31 de enero y el 25 de febrero de 2011, y se repitió en Radio Four Extra en julio y agosto de 2015.

## Lanzamiento en DVD
La miniserie de televisión Pabellones lejanos (1984) está disponible en DVD en Estados Unidos y el Reino Unido , distribuido por Acorn Media UK.